# Sånebyklätten
Sånebyklätten är ett naturreservat i Sunne kommun i Värmlands län.
Området är naturskyddat sedan 1989 och är 9 hektar stort. Reservatet omfattar höjden Klätten och består främst av gran och asp med tall och björk på toppen.